# E3 Saxo Bank Classic
E3 Saxo Bank Classic, dříve známé jako E3  Harelbeke nebo E3 BinckBank Classic je jednorázový, každoročně pořádaný jednodenní cyklistický závod, který se koná ve vlámské části Belgie. Start a cíl závodu je ve městě Harelbeke, celková délka je 210 kilometrů. Závod je občas srovnávaný se závodem Kolem Flander, protože má podobné podmínky krátké prudké kopce, vítr, deštivé počasí), a i některá stoupání jsou v obou závodech stejná. Od roku 2012 je součástí nejvyšší silniční cyklistické kategorie UCI World Tour.
Nejvíce vítězství v závodě drží Tom Boonen, který mezi lety 2004 až 2012 vyhrál celkem pětkrát.

## Nejvíce vítězství

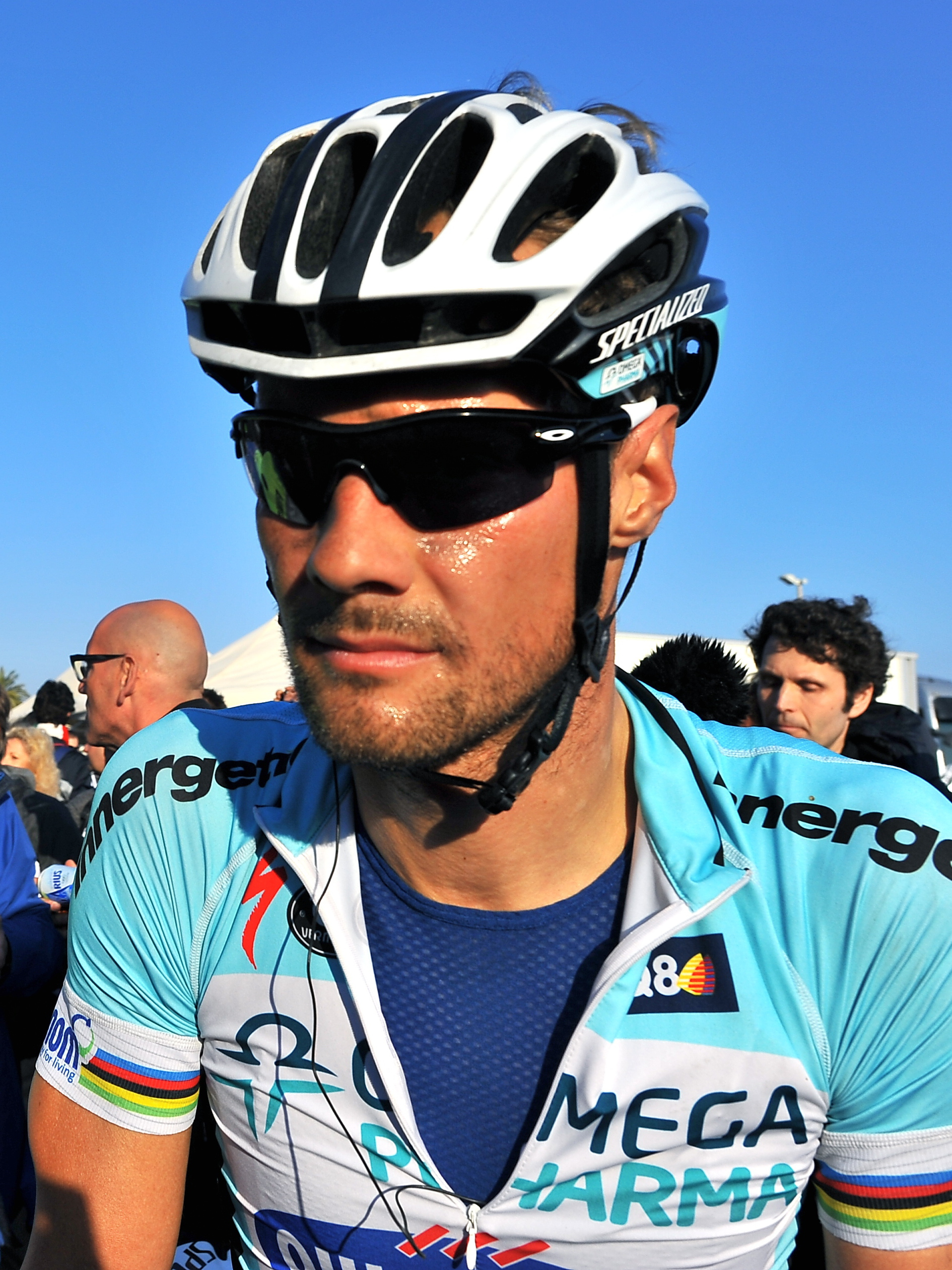
Tom Boonen  - 5× vítěz.

## Seznam vítězů
| 2025 Mathieu van der Poel 2024 Mathieu van der Poel 2023 Wout van Aert 2022 Wout van Aert 2021 Kasper Asgreen 2020 – zrušeno (pandemie covidu-19) 2019 Zdeněk Štybar 2018 Niki Terpstra 2017 Greg Van Avermaet 2016 Michał Kwiatkowski 2015 Geraint Thomas 2014 Peter Sagan 2013 Fabian Cancellara 2012 Tom Boonen 2011 Fabian Cancellara 2010 Fabian Cancellara 2009 Filippo Pozzato 2008 Kurt Asle Arvesen | 2007 Tom Boonen 2006 Tom Boonen 2005 Tom Boonen 2004 Tom Boonen 2003 Steven de Jongh 2002 Dario Pieri 2001 Andrej Čmil 2000 Sergej Ivanov 1999 Peter Van Petegem 1998 Johan Museeuw 1997 Hendrik Van Dijck 1996 Carlo Bomans 1995 Bart Leysen 1994 Andrej Čmil 1993 Mario Cipollini 1992 Johan Museeuw | 1991 Olaf Ludwig 1990 Søren Lilholt 1989 Eddy Planckaert 1988 Guido Bontempi 1987 Eddy Planckaert 1986 Eric Vanderaerden 1985 Phil Anderson 1984 Bert Oosterbosch 1983 William Tackaert 1982 Jan Bogaert 1981 Jan Raas 1980 Jan Raas 1979 Jan Raas 1978 Freddy Maertens 1977 Dietrich Thurau 1976 Walter Planckaert | 1975 Frans Verbeeck 1974 Herman Van Springel 1973 Willy in 't Ven 1972 Hubert Hutsebaut 1971 Roger De Vlaeminck 1970 Daniel Vanryckeghem 1969 Rik Van Looy 1968 Jaak De Boever 1967 Willy Bocklandt 1966 Rik Van Looy 1965 Rik Van Looy 1964 Rik Van Looy 1963 Noël Foré 1962 André Messelis 1961 Arthur De Cabooter 1960 Daniel Doom 1959 Norbert Kerkhove 1958 Armand Desmet |